# Dunbar (Escocia)
Dunbar (gaélico: Dùn Barra) es una villa que se encuentra situada en la costa sureste de Escocia, aproximadamente a 30 kilómetros de la capital Edimburgo. Está en el concejo de East Lothian.
Su población es 6354 habitantes. El 84,26% de la población han nacido en Escocia, menos que la media nacional del 87,15%. El 11,16% han nacidoo en Inglaterra, más que la media nacional del 8,08%. Solamente el 0,31% de los habitantes de Dunbar habla gaélico escocés (media nacional del 1,06%).
Es la localidad natal del naturalista estadounidense John Muir.

## Ciudades hermanadas
- Lignières, Francia
- Martínez, California

## Galería

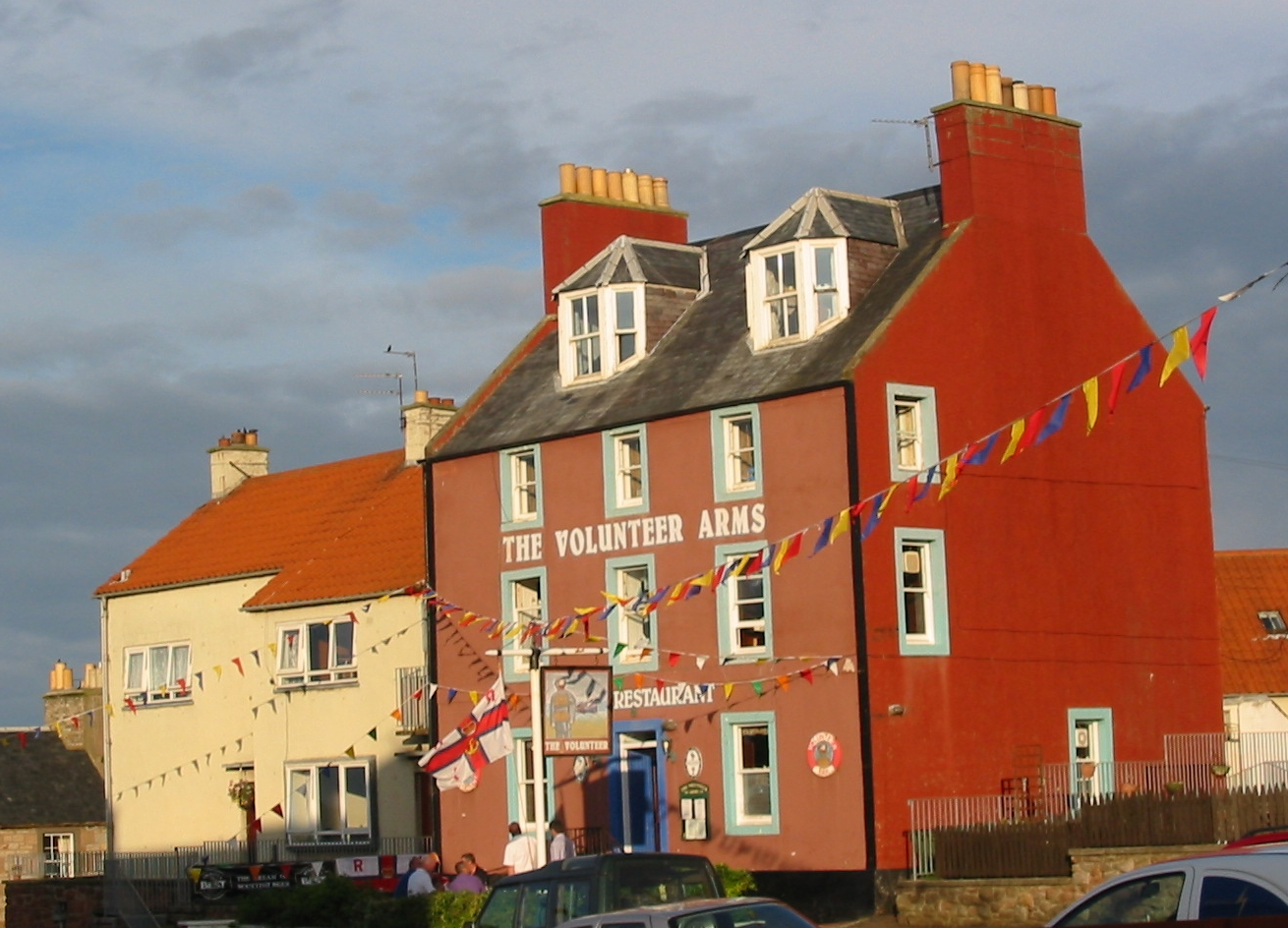
Pub en Dunbar
Puerto de Dunbar